# Професионална гимназия по железопътен транспорт „Христо Смирненски“ (Карлово)
Професионалната гимназия по жп транспорт „Христо Смирненски“ (ПГ по ЖПТ) е средно училище в град Карлово, Пловдивска област.

## История
Професионална гимназия по жп транспорт „Христо Смирненски“ е основана през 1962 г., като професионално-техническо училище (ПТУ) по сградостроителство без собствена сграда и материална база. Това стимулира и учители и ученици да направят постъпки за изграждане на собствено училище, която идея се реализира през 1965 г.: започва строителството на ново училище, като сграда и терен към нея. През същата година училището е преименувано в Средно професионално-техническо училище по транспортно строителство.
През 1986 г. училището се преименува на СПТУ по транспорт, като се въвеждат нови специалности:
- „Монтьор и водач на МПС“ – през 1976 г.
- „Шлосер-монтьор на подвижен жп състав“ – през 1978 г.

Училището придобива статут на средно професионално-техническо училище по железопътен транспорт, с преминаването му през 1991 г. към фирма „БДЖ“, днес НК „БДЖ“. От 1999 г. се преобразува в техникум, а през 2003 г., в съответствие с новите изисквания, се преименува в професионална гимназия.
За добрата теоретична и практическа подготовка се грижат квалифицирани преподаватели, ползват се бази на доказали професионализма си производствени звена и предприятия от системата на транспорта и в частност на железопътния транспорт, каквито са „Вагоноремонтен завод“ АД – Карлово, локомотивните депа в градовете Пловдив и Стара Загора (за направление „Транспорт“).
Помощ в подготовката на учениците от специалност „Телекомуникационни системи“ оказва ВТУ „Тодор Каблешков“, София, както и електротехническите секции в Пловдив и София.

## Специалности
„Осигурителни и комуникационни системи в жп инфраструктура“
Професионално направление: „Електроника и автоматизация“
Професия: Техник по автоматизация
Срок на обучение – 4 години
Степен на професионална квалификация – III
„Търговска експлоатация на железопътния транспорт“
Професионално направление: „Транспортни услуги“
Професия: Организатор по търговска експлоатация на железопътния транспорт
Срок на обучение – 4 години
Степен на професионална квалификация – III
„Автотранспортна техника“
Професионално направление: „Моторни превозни средства, кораби и летателни апарати“
Професия: Монтьор на транспортна техника
Срок на обучение – 5 години
Степен на професионална квалификация – II